# Người Orok
Orok (Ороки trong tiếng Nga; tên tự gọi: ульта, ulta, ulcha) hay Ngạc La Khắc (鄂羅克) là một dân tộc sinh sống chủ ở tỉnh Sakhalin tại Nga. Tiếng Orok thuộc nhóm Miền Nam của Ngữ hệ Tungus và không có chữ viết. Theo điều tra năm 2002, có 346 sống ở miền bắc Sakhalin sát biển Okhotsk và miền nam Sakhalin tại các khu vực gần thành phố Poronaysk.

## Từ nguyên
Tên gọi Orok được cho là bắt nguồn từ tên tự gọi Oro để chỉ một nhóm người Tungus nghĩa là "một con tuần lộc nuôi". Tên tự gọi của người Orok là Ul'ta, có thể có nguồn gốc từ Ula (nghĩa là "tuần lộc nuôi" trong tiếng Orok). Tên tự gọi khác là Nani. Đôi khi, người Orok, cũng như người Oroch và người Udege bị gọi sai thành người Orochon.

## Lịch sử
Đế quốc Nga giành quyền kiểm soát đối với toàn bộ khu vực của người Orok sau Điều ước Ái Hồn năm 1858 và Điều ước Bắc Kinh năm 1860. Một thuộc địa hình sự nhỏ được lập ra tại Sakhalin từ năm 1857 đến 1906 và có một số lượng lớn tội phạm và tù chính trị người Nga, trong đó bao gồm Lev Sternberg, một nhà dân tộc học quan trọng vào thời kỳ đầu về người Orok và các dân tộc bản địa khác trên đảo là người Nivkh và người Ainu. Nga tiến hành Cách mạng tháng 10 và sau đó lập nên Liên Xô vào năm 1922; chính quyền mới chính sách đế quốc trước đây đối với người Oroks và đưa họ vào ý thức hệ cộng sản. Trước công cuộc Tập thể hóa Liên Xô vào thập niên 1920, người Orok được chia thnahf 5 nhóm, một nhóm có vùng di trú riêng của mình.
Sau chiến tranh Nga-Nhật, miền nam Sakhalin nằm dưới quyền kiểm soát của Đế quốc Nhật Bản, đặt dưới sự quản lý của tỉnh Karafuto. Người Uilta được phân loại là "dân bản địa Karafuto" (樺太土人, Hoa Thái thổ nhân), và không được ghi vào hệ thống hộ khẩu Nhật Bản, tương phản với người Ainu, những người có hộ khẩu "Nội địa Nhật Bản". Giống như người Triều Tiên Karafuto và người Nivkh, song không như người Ainu, người Uilta không nằm trong chiến dịch tản cư của người Nhật Bản sau khi Liên Xô tấn công năm 1945. Một số người Nivkh và Uilta từng phục vụ trong Quân đội Đế quốc Nhật Bản từng bị giam trong các trại tù binh chiến tranh của Liên Xô; sau các phiên tòa vào cuối thập niên 1950 và 1960, họ được công nhận là dân tộc Nhật Bản và được phép di cư sang Nhật. Hầu hết sống quanh Abashiri, Hokkaidō. Uilta Kyokai tại Nhật Bản được Dahinien Gendanu thành lập 1975 nhằm bảo vệ quyền lợi Jacủa người Uilta và bảo tồn truyền thống Uilta.